# Faure Gnassingbé
Faure Essozimna Gnassingbé (Afagnan, 6 de junho de 1966) é um político togolês que atua como o quarto presidente do Togo que ficou no cargo de 2005 até 2025. Antes de assumir a presidência, foi nomeado por seu pai, o presidente Gnassingbé Eyadéma, como Ministro de Equipamentos, Minas, Correios e Telecomunicações, cargo que ocupou de 2003 a 2005.
Após a morte do presidente Eyadéma em 2005, Gnassingbé foi imediatamente empossado como presidente com o apoio do exército. Dúvidas sobre a legitimidade constitucional da sucessão levaram a uma forte pressão regional sobre Gnassingbé, que acabou renunciando em 25 de fevereiro. Ele então venceu uma controversa eleição presidencial em 24 de abril de 2005 e foi empossado como presidente. Gnassingbé foi reeleito para um segundo mandato em 2010.
Na eleição presidencial de abril de 2015, Gnassingbé conquistou um terceiro mandato, derrotando seu principal desafiant, Jean-Pierre Fabre, por uma margem de cerca de 59% a 35%, de acordo com os resultados oficiais. Nas eleições presidenciais de fevereiro de 2020, Gnassingbé venceu seu quarto mandato presidencial como presidente do Togo. De acordo com o resultado oficial, ele venceu com uma margem de cerca de 72% dos votos. Isso permitiu que ele derrotasse seu principal desafiant, o ex-primeiro-ministro Agbeyome Kodjo, que obteve 18%. A legitimidade das eleições no Togo foi amplamente contestada.

## Antecedentes
Nascido em Afagnan, na Prefectura de Lacs, no Hospital dos Irmãos da Ordem de São João de Deus de Afagnan, Faure Essozimna Gnassingbé é de ascendência Kabye e é um dos muitos filhos de Gnassingbé Eyadéma; sua mãe é Séna Sabine Mensah. Gnassingbé recebeu sua educação secundária em Lomé antes de estudar em Paris na Université Paris-Dauphine, onde obteve um diploma em gestão financeira; posteriormente, obteve um Master of Business Administration na Universidade George Washington, nos Estados Unidos. Foi eleito para a Assembleia Nacional do Togo nas eleições parlamentares de outubro de 2002 como deputado por Blitta, e na Assembleia Nacional foi coordenador da comissão responsável pelas privatizações. Em 29 de julho de 2003, foi nomeado Ministro de Equipamentos, Minas, Correios e Telecomunicações, cargo que ocupou até se tornar presidente em fevereiro de 2005.
Alguns na oposição alegaram que a emenda constitucional de dezembro de 2002, que reduziu a idade mínima para presidente de 45 para 35 anos, foi feita para beneficiar Gnassingbé. Sua nomeação para o governo em julho de 2003 ocorreu após ele já ter aparecido com seu pai em funções oficiais e contribuiu para especulações de que ele seria o sucessor de seu pai.

## Presidência (2005–2025)

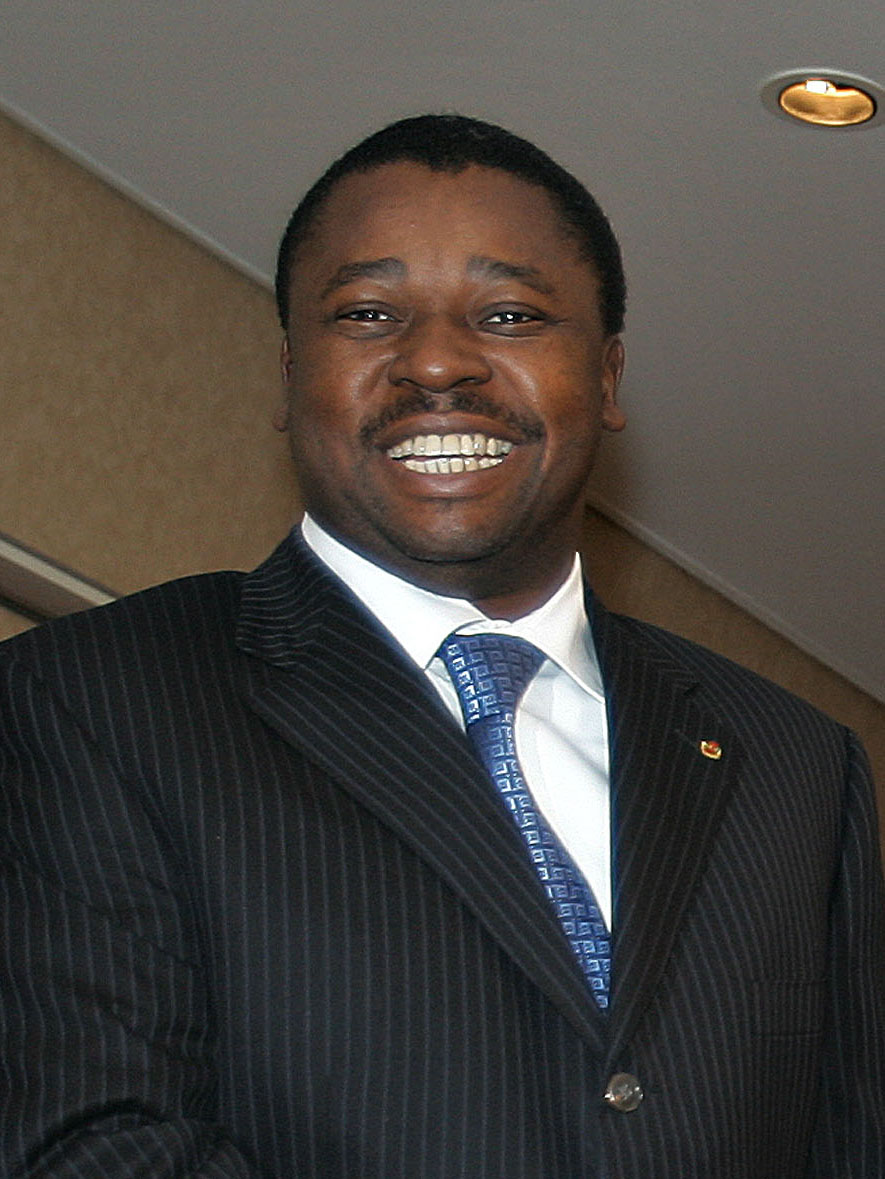
Faure Gnassingbé em 2006

Eyadéma morreu subitamente em 5 de fevereiro de 2005. De acordo com a Constituição do Togo, após a morte do presidente, o presidente da Assembleia Nacional deveria assumir interinamente a presidência. No momento da morte de Eyadéma, o presidente da Assembleia Nacional, Fambaré Ouattara Natchaba, estava fora do país, e Gnassingbé foi empossado como presidente interino para "garantir a estabilidade". Muitos acreditam que Natchaba não quis retornar ao Togo devido ao medo de ser assassinado pelo clã Gnassingbé. O exército queria que ele renunciasse ao cargo e permitisse que Gnassingbé assumisse legalmente. A União Africana denunciou a ascensão de Gnassingbé ao poder como um golpe militar.

### Legitimidade

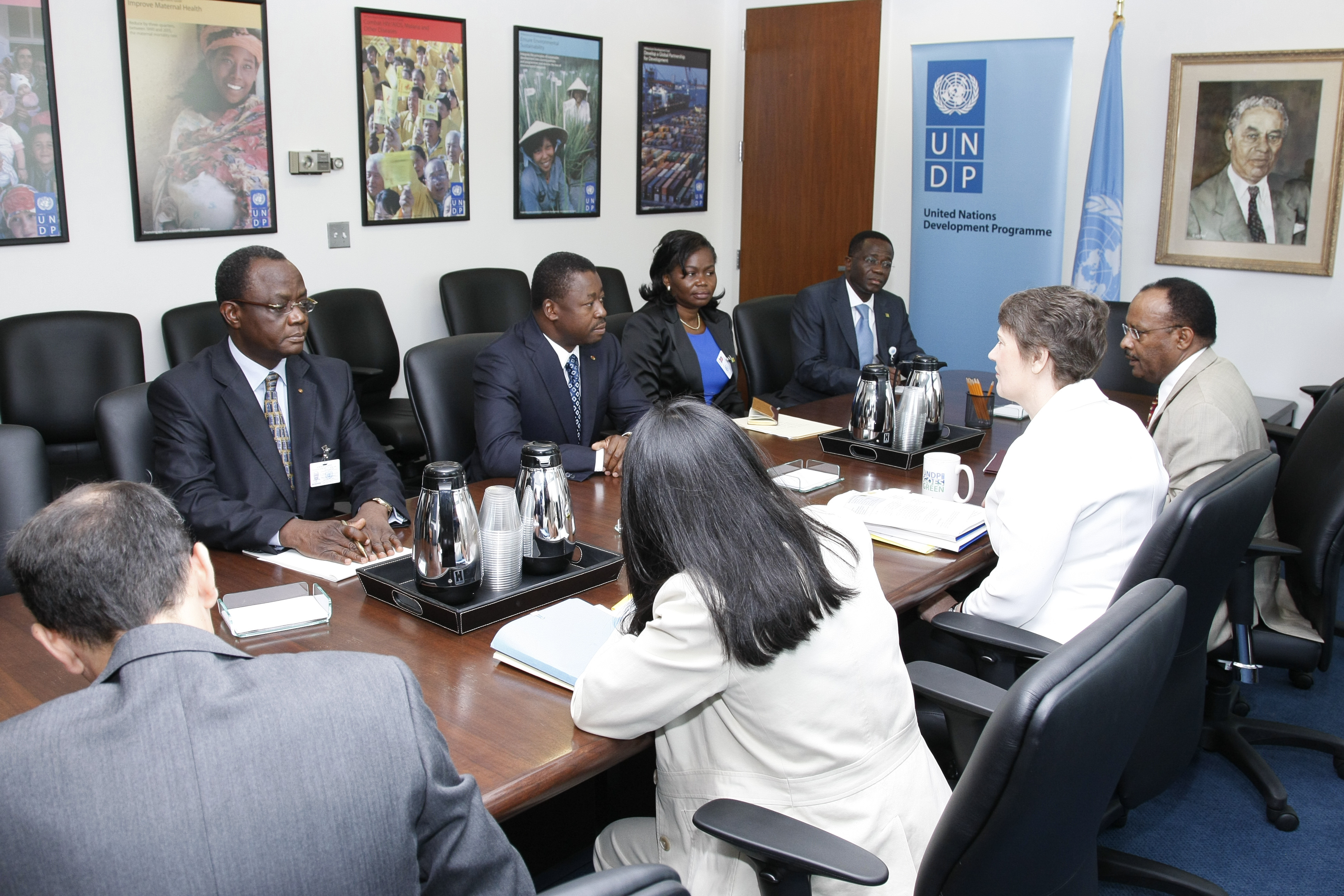
Helen Clark se reunindo com o presidente togolês em 2009

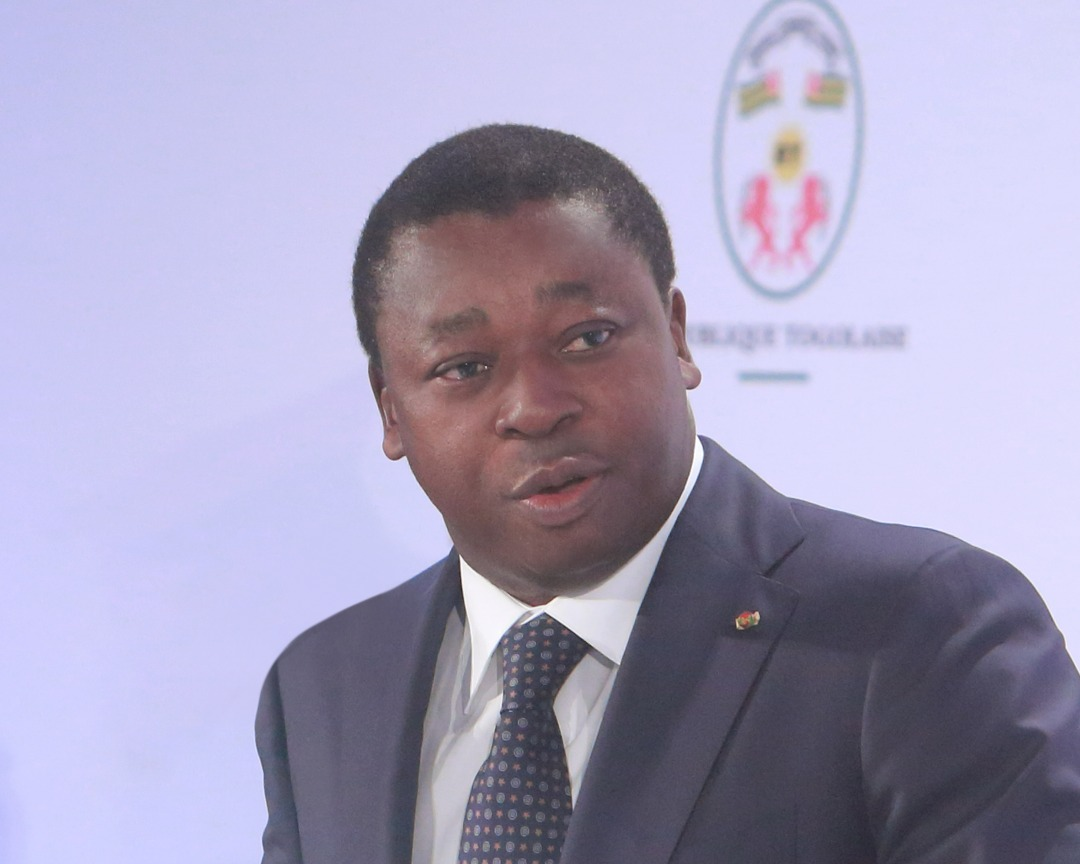
O presidente Faure Gnassingbé no lançamento do Plano Nacional de Desenvolvimento (PND) em 2019

Um dia após a morte de seu pai, a Assembleia Nacional recebeu instruções claras para demitir Natchaba e eleger Gnassingbé em seu lugar, o que legalizaria sua sucessão, o que ocorreu em 6 de fevereiro de 2005. A eleição de Gnassingbé foi aprovada por unanimidade pelos deputados (98% deles eram membros do partido governista) presentes na Assembleia Nacional na época; a oposição não estava representada na Assembleia Nacional devido ao seu boicote às eleições parlamentares de 2002. Os membros do partido de Gnassingbé não quiseram desafiar a escolha do exército. O parlamento também eliminou uma exigência constitucional de que as eleições fossem realizadas dentro de 60 dias após a morte do presidente, permitindo que o jovem Gnassingbé governasse até o término do mandato de seu pai em 2008.
Sob pressão de outros países da região, especialmente da Nigéria, no final de fevereiro de 2005, Gnassingbé anunciou que novas eleições seriam realizadas dentro de 60 dias, mas disse que permaneceria no cargo até lá. No entanto, em 21 de fevereiro, a Assembleia Nacional reverteu algumas das mudanças constitucionais que havia feito para permitir que Gnassingbé assumisse o poder, embora não tenha ordenado que ele renunciasse. Isso foi interpretado como uma forma de pressioná-lo a renunciar com dignidade. Alterar a constituição durante um período de transição era em si um ato inconstitucional, mas isso não impediu os aliados de Gnassingbé. Em 25 de fevereiro, Gnassingbé foi nomeado pelos delegados do partido governista, o Rassemblement du Peuple Togolais (RPT), como candidato do partido à presidência. Ele também foi escolhido como líder do partido. Pouco depois, anunciou que renunciaria à presidência durante o período interino. Bonfoh Abass foi nomeado pela Assembleia Nacional para substituí-lo até as eleições de 24 de abril de 2005. Bonfoh foi considerado por alguns como um fantoche da elite militar e da família Gnassingbé. Gnassingbé competiu com o principal candidato da oposição, Emmanuel Bob-Akitani, um engenheiro aposentado da empresa estatal de mineração e a segunda pessoa mais importante da coalizão de oposição, após Gilchrist Olympio. Olympio não pôde participar da eleição, pois a constituição exigia que qualquer candidato tivesse vivido pelo menos 12 meses no Togo, e Olympio estava em exílio autoimposto por medo de ser assassinado pelo clã Eyadema, como seu pai.
Na eleição, Gnassingbé recebeu pouco mais de 60% dos votos, de acordo com os resultados oficiais. O RPT se recusou a permitir a fiscalização durante a contagem dos votos. A UE e o Centro Carter consideraram as eleições fraudulentas. Protestos em massa pela coalizão de partidos de oposição levaram à morte de mais de 1.000 cidadãos pelas forças de segurança. 40.000 refugiados fugiram para os países vizinhos, Benin e Gana.

### Corrupção
O setor de fosfatos – que representa 40% das receitas de exportação – é gerido no gabinete do presidente, e Abdi Latif Dahir, com base nos Panama Papers, afirmou que contratos e licenças para gerenciar o setor são vendidos para beneficiar o presidente.

### Política econômica e fiscal
Desde que melhorou a Economia do Togo, ele mobilizou 12 bilhões e 860 milhões de Franco CFA para a construção da Rodovia Nacional nº 2. Ele também reconstruiu a infraestrutura do país, com a conclusão das pontes de Togblécopé e Amakpapé, razão pela qual tinha uma agenda para desenvolver o país, que anunciou na Bélgica.

### Protestos e limite de mandato

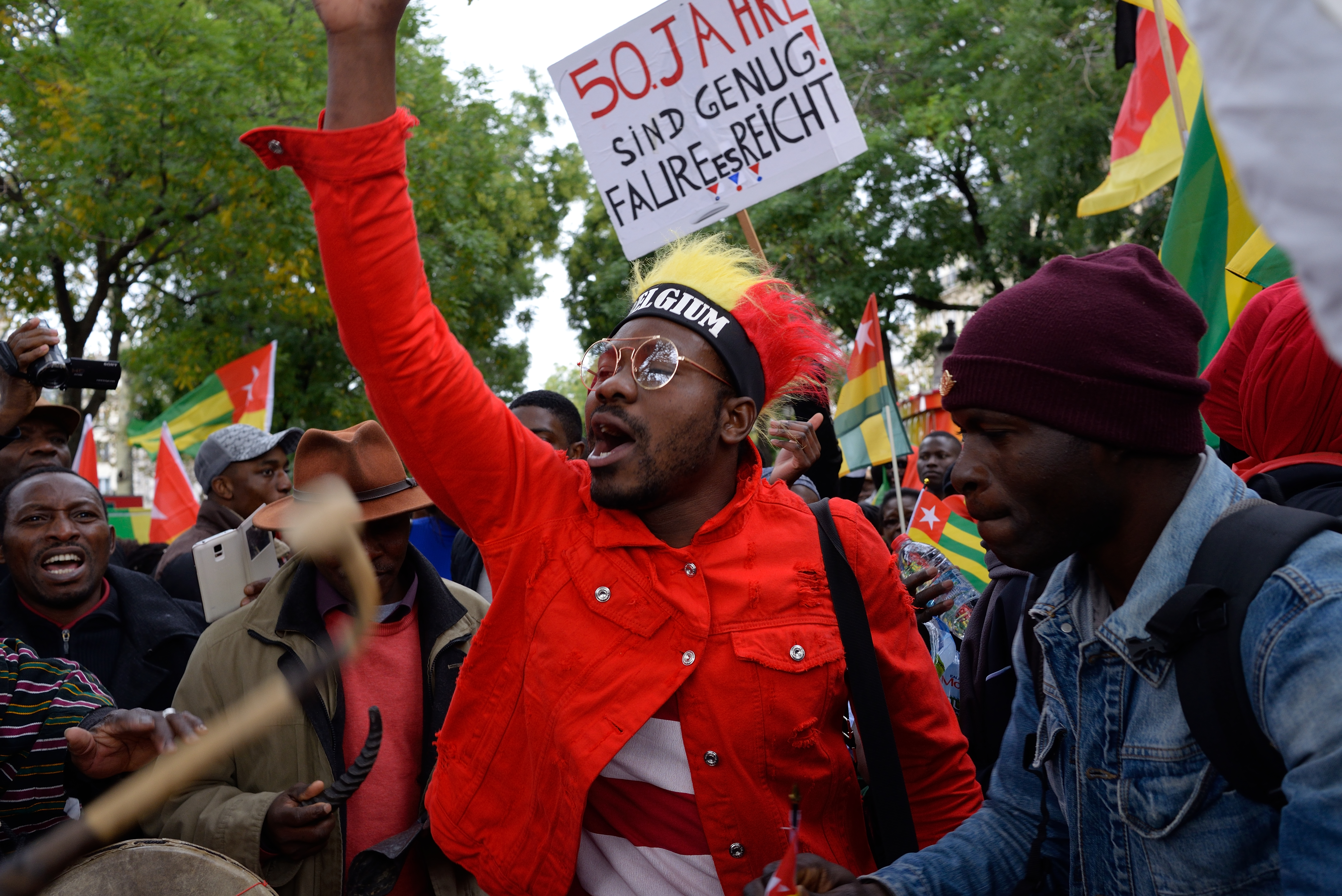
Protestos na Bélgica.

Em 2019, o Parlamento do Togo aprovou um novo projeto de lei que permitiu a Gnassingbé permanecer no cargo até 2030. Apesar disso, muitos protestos ocorreram nas ruas, pedindo o fim da dinastia que governa há mais de 50 anos.

### Relações exteriores
Em 18 de junho de 2013, ele se reuniu com Fra’ Matthew Festing, o Príncipe e Grão-Mestre da Ordem Soberana e Militar de Malta, onde discutiram humanitarismo e os esforços de Gnassingbé para melhorar as contribuições humanitárias do Togo durante sua presidência.
Enquanto isso, em 2010, Gnassingbé e o Primeiro-ministro do Japão Yukio Hatoyama se reuniram, com Hatoyama parabenizando Gnassingbé pela vitória nas eleições. Gnassingbé posteriormente se reuniu com Fumio Kishida na cúpula entre Japão e Togo, onde Kishida expressou seu apoio a Gnassingbé por visitar o funeral de Shinzo Abe. Em resposta, o presidente Gnassingbé transmitiu suas sinceras condolências ao ex-primeiro-ministro. Eles também discutiram suas boas relações e como o Japão reforçaria seus laços.